# Râle à gros bec
Amaurornis magnirostris
Espèce
Statut de conservation UICN

 VU C2a(ii) : Vulnérable
Le Râle à gros bec (Amaurornis magnirostris) est une espèce d'oiseaux de la famille des Rallidae.

## Répartition
Cet oiseau est endémique de îles Talaud en Indonésie.